# Municipio de Jamestown (Carolina del Norte)
El municipio de Jamestown (en inglés: Jamestown Township) es un municipio ubicado en el  condado de Guilford en el estado estadounidense de Carolina del Norte. En el año 2010 tenía una población de 12.643 habitantes.

## Geografía
El municipio de Jamestown se encuentra ubicado en las coordenadas 35°58′52.49″N 79°55′20.13″O / 35.9812472, -79.9222583.